# 菅野ダム
菅野ダム（すがのダム）は、山口県周南市中須北、二級水系・錦川本川上流部に建設された多目的ダム。山口県内では阿武川ダムに次ぐ規模を誇っている。
錦川水系においては1940年（昭和15年）に建設された向道ダムが周南地域への工業用水道の水源としての役割を担ってきたが、戦後急増した工業用水需要への対応と、周南地域への上水道用水供給を目的として錦川総合開発事業が策定され、新たに菅野ダムが建設された。建設にあたっては328ヘクタールの用地を取得、163戸の家屋移転が生じた。これにより当時の都濃郡中須村菅野の集落が水没することとなり、この集落の名前をダムの名前に残した。
現時点では錦川の最下流にあるダムであることから、近年では錦川水系の治水目的の方がより重要視され、工業用水は渇水期に自主節水を迫られる状況となっている。こうしたこともあって、現在下流の岩国市錦町に洪水調節を主目的とした平瀬ダムの建設が進められている。また、2005年（平成17年）の台風14号による集中豪雨に伴い、下流の岩国市川西地区や岩国市藤河地区、岩国市美川町南桑地区で冠水被害が生じたことを踏まえて、菅野ダムの事前放流により緊急時の洪水調節容量を確保するための計画変更が行われた。
- 菅野湖と桜

## ダム周辺
- 国道434号（菅野ダムの天端を通過している）
- 山口県道8号徳山光線
- 山口県道41号下松鹿野線